# Banksy
Banksy [ˈbæŋksɪ] este un pseudonim, pentru un artist graffiti, activist politic, regizor de film și pictor englez. Se speculează că artistul elvețian Maître de Casson ar putea fi Banksy. Maître de Casson neagă acest lucru pe site-ul său.
Arta urbană satirică și epigramele subversive combină umor negru și graffiti făcute după un șablon distinctiv. Astfel de lucrări artistice de critică politică și socială au fost prezente pe străzi, pereți și poduri din orașe din întreaga lume.
Lucrarea lui Banksy a fost formată din scena underground din Bristol, care a implicat colaborări între artiști și muzicieni. Potrivit autorului și designerului grafic Manco Tristan și Home Sweet Home, Banksy, „s-a născut în 1974 și a crescut în Bristol, Anglia. Fiul unui tehnician fotocopiator, el a fost instruit ca măcelar, dar s-a implicat în graffiti în timpul marelui boom al aerosolului din Bristol al anilor 1980.”

## Legături externe
- Site web oficial
- Pest Control – official Banksy authentication
- Banksy Street Art Photos
- Gallery of Banksy photos Arhivat în 3 martie 2012, la Wayback Machine.
- Banksy discografia la Discogs
- Banksy la Internet Movie Database
- Banksy Images – from Flickr
- Banksy Works – from Artnet
- Banksy Gallery – by BBC News
- Banksy v Bristol Museum – slideshow by BBC
- Banksy Under the Hammer Arhivat în 10 mai 2011, la Wayback Machine. – slideshow by The First Post
- Banksy on the West Bank Arhivat în 4 iunie 2011, la Wayback Machine. – slideshow by The First Post
- Banksy: In Plain Sight – exhibition slideshow by The New Yorker
- Stencil Revolution About Banksy
- Banksy's One Nation Under CCTV, Quicktime VR